# Evandro (nome)
Evandro  è un nome proprio di persona italiano maschile.

## Varianti
- Ipocoristici: Vandro[1]
- Femminili: Evandra[1][2]
  - Alterati: Evandrina[1]

### Varianti in altre lingue
- Catalano: Evandre[4]
- Francese: Évandre
- Greco antico: Ευανδρος (Euandros)
- Inglese: Evander
- Latino: Evandrus[5], Euandrus[1], Evander[5], Euander[1]
- Polacco: Ewander
- Portoghese: Evandro
- Spagnolo: Evandro[4]

## Origine e diffusione
Deriva dal nome greco Ευανδρος (Euandros), composto da ευ (eu, "buono", "bene") e ανδρος (andros, genitivo di ανηρ, aner, "uomo", "guerriero"); il significato complessivo può essere interpretato come "brav'uomo" o "valoroso guerriero", o anche come "che ha buoni campioni".
Si tratta di un nome di tradizione classica, ripreso a partire dal Rinascimento; è infatti portato da vari personaggi della mitologia greca, fra cui Evandro, re d'Arcadia alleato di Enea nell'Eneide di Virgilio, ed uno dei figli di Priamo. In Italia è attestato al Nord e al Centro, con maggior frequenza in Lombardia e Lazio, ma gode di scarsissima diffusione. La forma Evander venne usata per anglicizzare il nome scozzese Iomhar.

## Onomastico
L'onomastico si festeggia il 1º novembre per Ognissanti, in quanto il nome è adespota e non è portato da alcun santo.

## Persone
- Evandro, filosofo greco antico

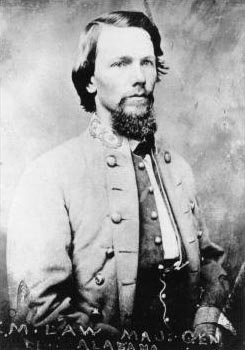
Evander Law

- Evandro Agazzi, filosofo, logico e accademico italiano
- Evandro Chagas, radiologo e cardiologo brasiliano
- Evandro da Silva, calciatore brasiliano
- Evandro Guerra, pallavolista brasiliano
- Evandro Lodi Rizzini, fisico italiano
- Evandro Roncatto, calciatore brasiliano
- Evandro Soldati, supermodello e stilista brasiliano

### Variante Evander
- Evander Holyfield, pugile statunitense
- Evander Kane, hockeista su ghiaccio canadese
- Evander Law, scrittore, insegnante e generale statunitense
- Evander Sno, calciatore e allenatore di calcio olandese